# Neue Deutsche Welle
Neue Deutsche Welle (с нем. — «новая немецкая волна», читается как [ˈnɔʏə ˈdɔʏtʃə ˈvɛlə]) — музыкальное направление, возникшее в Германии около 1976 года на основе британского панка и новой волны в конце 1970-х годов, самобытное явление, которое можно охарактеризовать как немецкое ответвление новой волны или новую популярную немецкую музыку конца 1970-х — начала 1980-х.
До 1981 года Neue Deutsche Welle был андерграундным и довольно жёстким стилем, среди представителей которого были такие группы как Einstürzende Neubauten, Mittagspause, Abwärts, Deutsch-Amerikanische Freundschaft. В начале 1980-х годов музыкальная индустрия заинтересовалась жанром, после чего термин стал применяться почти ко всем современным немецким хитам и исполнителям, в том числе таким как Trio, UKW, Hubert Kah, Ideal и Nena. Среди известных певцов NDW — Йоахим Витт.